# Berislav Valušek
Berislav Valušek (Osijek, 4. srpnja 1954.), hrvatski povjesničar umjetnosti.

## Životopis
Rođen u Osijeku, U Zagrebu studirao na Filozofskom fakultetu. U Rijeci je u Modernoj galeriji od 1980., prvo kustos pa ravnatelj. Bavio se osobito najnovijim likovnim kretanjima u hrvatskoj umjetnosti. Doktorirao na arhitektonskom djelu Carla Seidla na Opatijskoj rivijeri. Osnovao je međunarodnu likovnu manifestaciju Ex tempore (Opatija, 1983.) i Biennale mladih Mediterana (Rijeka, 1993.).

## Djela
Članke je objavio u Rivalu iz Rijeke, Kolu Matice hrvatske, Orisu, Konturi, Životu umjetnosti, Sušačkoj reviji, Grafici, Radovima Instituta za povijest umjetnosti, Slovu i dr.
Objavio je knjige Opatija: povijest, kultura, umjetnost, prirodne ljepote, turizam, Villa Angiolina, Strategija promjena: likovna Rijeka 1980. – 1995., Arhitekt Carl Seidl - opus na Opatijskoj rivijeri.